# Flekkerøya

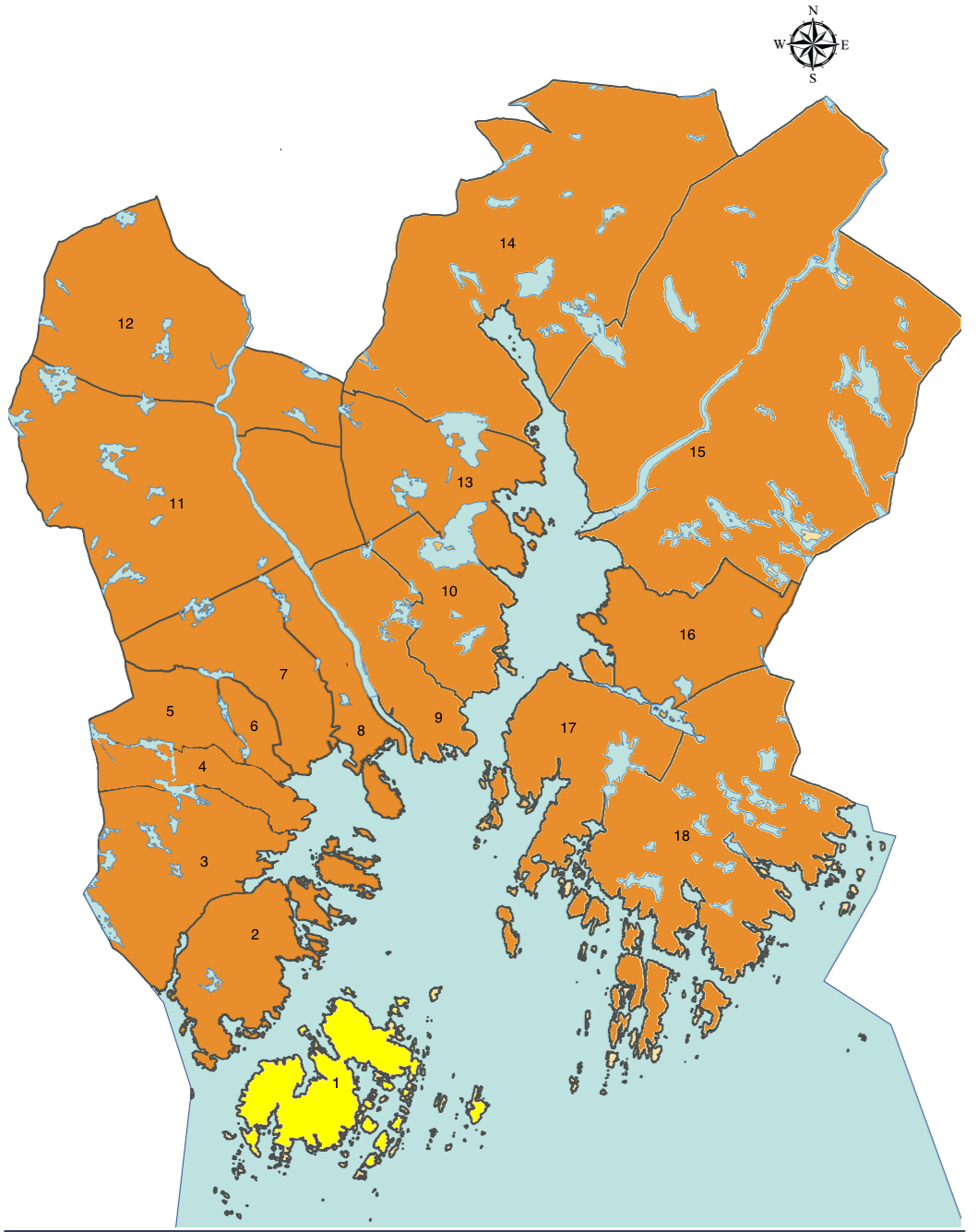
Flekkerøya markerat i gult.

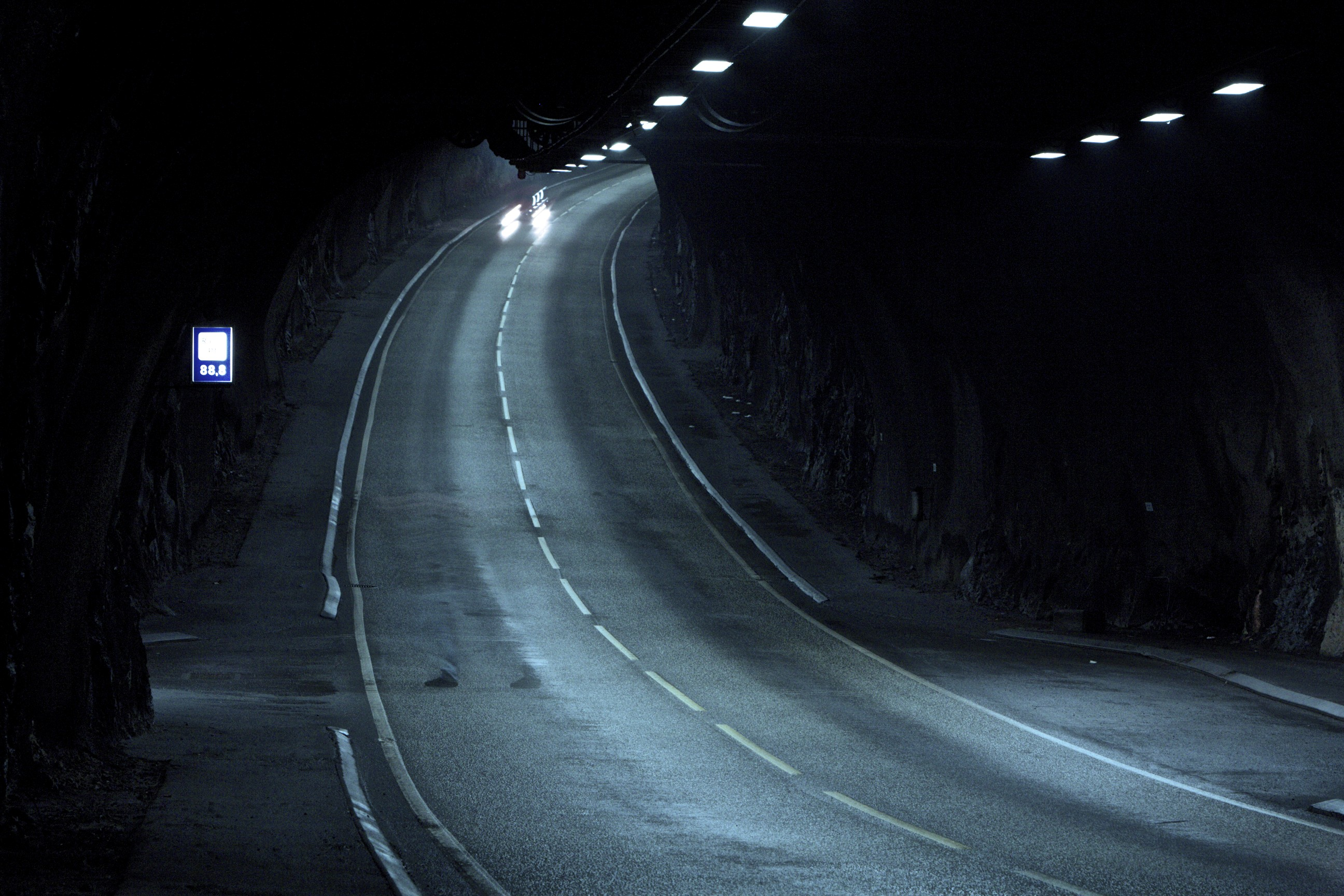
Bild från Flekkerøytunneln

Flekkerøya är en 6,6 km² stor ö i Kristiansands kommun, Agder fylke i Norge. Den ligger söder om Kristiansands stadskärna. Ön består av Inre och Yttre Flekkerøya. Båda dessa delar har hamnar och Flekkerøya som helhet är präglad av fiskeindustrin. Flekkerøya har förbindelse med fastlandet genom den 2 321 kilometer långa Flekkerøytunneln.